# Hob Goblin
Hob Goblin ist eine deutsche Rockband aus Frankfurt am Main.

## Geschichte
Gegründet wurde die Band Hob Goblin (der Name eines springenden Kobolds in der irischen Mythologie) 1975 u. a. von Martin Meinschäfer, Hans-Jörg Müller, Klaus Wachsmuth, Bernd Köhne und Bernd Wagner in Bad Sooden-Allendorf. Nach Meinschäfers Rückkehr ins Sauerland 1978 wurde die Band in Neheim-Hüsten mit Martin Meinschäfer, Wolf-Dietrich Hering, Rainer Schauerte, Lutz Wichert und Udo Strasser wiederbelebt. 1981 folgte die Übersiedlung nach Frankfurt, wo sich die Band nochmals neu gründete. Mitglieder: Dittmar Becker, Udo Pipper, Martin Meinschäfer, Stefan Wildhirt, Jürgen Werle und Lorenz Allacher. Im Zuge von Pampa Power. Rhein-Main schlägt zurück, einer konzertierten Aktion der hessischen Bands Rodgau Monotones, Flatsch, Die Crackers, Hob Goblin und Feinbein, entwickelte man überregionale Ambitionen. In diesem Zusammenhang wurden diverse Wechsel in der Besetzung durchgeführt, was die Band deutlich professionalisierte.
Nach den ersten Anfängen einer Theater- und Musik-Formation mit Pantomimen, welche während der Auftritte die Musik durch entsprechende Gesten begleiteten, entwickelte sich Hob Goblin bald zu einer klassischen Rock/Popband, die sich stilistisch an angloamerikanische Vorbilder (z. B. The Tubes) anlehnte. Eingängige Melodien und zum Teil humoristische Texte waren ein Markenzeichen.
Ein Wink von mir, und sie steigt ein
Im Cabrio nach Libido
Wir rauschen durch die ganze Nacht
Der Trieb ist groß, die Liebe schwach
Samstag Nacht aus dem Album Großstadtträume von Hob Goblin
1987 waren Hob Goblin mit Gnadenlos erotisch in der Sendung Formel Eins und mit Du lachst immer noch im ZDF-Fernsehgarten zu sehen. Im selben Jahr gewannen sie die „Goldene Europa der Europawelle Saar“ als beste Nachwuchsband Deutschlands. Trotz einiger Tourneen gelang Hob Goblin jedoch nicht der Durchbruch.
1991 erfolgte dann die Auflösung der Band. Anlässlich des Silberhochzeit-Konzertes der Rodgau Monotones im März 2003 in der Stadthalle Offenbach kam man nach zwölfjähriger Schaffenspause erneut zusammen.
Der Sänger Martin Meinschäfer war in den 90er Jahren als einer der Initiatoren des Techno-Projektes Dolls United erfolgreich.

## Besetzung
- Dittmar Becker – Keyboard, Gesang
- Johannes Krayer – Gitarre
- Martin Meinschäfer – Gesang, Gitarre
- Jürgen Werle-Mock – Bass
- Stefan Wildhirt – Schlagzeug
- Christian Felke – Saxophon, Gesang

## Diskografie
- 1983: LP / CD Großstadtträume – Rockport Records (LP) / Bellaphon 228.05.033 (CD)
- 1985: LP / CD Ganz nah dran – Rockport Records (LP) / Bellaphon 288.05.032 (CD)
- 1987: LP / CD Brot und Spiele – Bellaphon Records 290.11.001 (CD)
- 2003: CD The Best Of (diese CD kam nie in den Handel, sondern gab es nur beim „Silberhochzeit“-Konzert der Rodgau Monotones zu kaufen)